# Daniele Genocchio
Daniele Genocchio (Brescia, 29 settembre 1981) è uno scacchista italiano, maestro internazionale.

## Biografia
Campione Regionale giovanile nel 1994 e 1995. Dopo una serie di ottimi piazzamenti nel 1997 diventa Campione Nazionale under 16 e nello stesso anno raggiunge il titolo di Maestro FSI.
Ha rappresentato l’Italia alla Mitropa Cup nel 1999 e ha fatto parte della seconda squadra olimpica a Torino 2006. Maestro internazionale dal 2010.
Ha raggiunto il proprio record di punti elo nel novembre 2009 con 2464 punti .

## Tornei e competizioni individuali
- 1997
  - vince il Campionato Italiano Under 16 a Porto San Giorgio.
- 1998
  - vince il Campionato Italiano Under 20 a Porto San Giorgio, è il più giovane giocatore della storia dello scacchismo italiano a partecipare al Campionato Italiano Assoluto, dove giunge quinto e manca di un soffio la norma di Maestro Internazionale.
- 1999
  - vince il Campionato Italiano Under 18 a Laveno-Mombello
- 2008
  - vince la semifinale del Campionato Italiano Assoluto.
- 2009
  - vince per la seconda volta la semifinale del Campionato Italiano Assoluto.
- 2010
  - vince il Festival scacchistico internazionale di Padova.
- 2015
  - vince il Torneo Internazionale Città di Pineto.
  - vince il Festival di Salsomaggiore Terme.
- 2017
  - vince il Torneo Internazionale Città di Treviso.
  - in luglio vince a Civitanova Marche le Semifinali del CIA (Campionato Italiano Assoluto) con 7 punti su 9, e si qualifica alla finale[3]